# サタケミキオと宅間孝行
サタケミキオと宅間孝行（サタケミキオとたくまたかゆき）は、TBSラジオで放送されていたラジオ番組。2007年4月15日放送開始、2009年3月29日終了。
2007年1月28日のラジオワールド枠（19:00-19:30（JST））に特別番組として放送されたものがレギュラー化。その後番組は2年間続いた。

## 概要
脚本家と劇団俳優の2つの顔を持つ男が語る。
阿南敦子がアシスタントとして出演していた頃は、時折ゲストを呼んで主にフリートークを展開。サタケ（宅間）と阿南の青春時代である1980年中・後期の邦楽曲をかけたりした。ラジオドラマなども放送予定だったという。
阿南の降板後の2008年1月からは、毎回役者・脚本家・映画監督を1人呼んで、映画・テレビドラマ・演劇の中から1つの作品を選び、サタケ（宅間）とゲストが語り合うものに番組内容が変更された。また、番組に寄せられたメールやお便りはポッドキャスト上で紹介していた。

## 出演者
- 宅間孝行 （俳優=脚本家・サタケミキオ、番組終了後に「宅間孝行」に統一）

- 阿南敦子
放送開始当時、劇団『東京セレソンデラックス』の女優だったが、劇団退団のため2007年11月までの出演となった。

## 放送時間
- TBSラジオ・毎週日曜日 22:00-22:30（JST）下記時期を除く。
毎週日曜日 21:15-21:45（2008年4月6日～9月28日）プロ野球中継『エキサイトベースボール』の延長のため放送休止になる場合あり。

### 放送におけるエピソード
2008年4月からは各地のラジオ局にもネットされた。
一方、TBSラジオでは同年4月からの半年間「八嶋智人と三津谷葉子の「こんな人だと思わなかった…」」を放送する関係で、番組スポンサーがなかった「サタケと宅間」の放送時間が21:15-21:45へ変更された。ところが、プロ野球中継「エキサイトベースボール」の延長で休止になることが多く、半ばクッション番組と化していた。
その一例として、ゲストに生田斗真を迎えて2週分収録した時のことである。生田が当時出演していたTBSテレビの金曜ドラマ「魔王」（2008年7月～9月）の宣伝も兼ねてのものだったが、ネット局では2008年8月までに無事に放送されたのに対し、TBSラジオでは「エキサイトベースボール」延長の影響をまともに受け放送延期が続き、同ドラマが終了してからようやく2週目が放送されるという体たらくだった。

### 主なネット局
- 北海道放送 日曜 19:30-20:00
- 山形放送 日曜 24:00-24:30
- 新潟放送 土曜 23:00-23:30
- 北陸放送 日曜 24:00-24:30
- 中部日本放送 土曜24:30-25:00
- 高知放送 日曜 22:00-22:30